# Cho muang
Il cho muang o chor muang (in thailandese ช่อม่วง; [t͡ɕʰɔ̂ː mûa̯ŋ]) è un piatto della cucina thailandese. Consiste in ravioli modellati a forma di fiore e contenente un ripieno salato o dolce. Viene poi servito con lattuga, coriandolo e peperoncino. Il colore indaco della pasta è ottenuto dal fiore del Clitoria ternatea (pisello farfalla). Il nome "cho muang" significa "mazzo di violette" nella lingua thailandese, che deriva dall'aspetto di diversi fiori disposti su un piatto.

## Storia
Il cho muang è stato per la prima volta documentato durante il regno del Re Rama II. Questo snack fu infatti creato nelle cucine reali thailandesi. Le poesie dello stesso monarca contengono passi riguardanti questo piatto; nel poema Kap He Chom Khrueang Kho Wan, il cui contenuto offre informazioni sia sui dolci che sulla cucina thailandese, uno dei versi suggerisce che il cho muang ha il dolce profumo e il sapore di un fiore, un colore viola, simile al colore dell'Hibiscus syriacus, e che il suo aspetto è quello di una splendida donna con la testa avvolta in un mantello.

## Preparazione
La ricetta originale del cho muang conteneva un ripieno dolce ed è stata successivamente sviluppata con un ripieno salato. L'impasto esterno è preparato con farina di riso, farina di sagù e farina di tapioca, mescolate insieme ad acqua in una padella di ottone. Il colore viola dell'impasto proviene da una tintura naturale ottenuta dal fiore di pisello farfalla, mescolato con alcune gocce di succo di lime. Un ripieno di carne condita, come gamberi, pesce, maiale o pollo, viene fritto con radici di coriandolo, aglio e pepe fino a farlo diventare asciutto. Il ripieno viene quindi rivestito con l'impasto e modellato a forma di fiore, utilizzando delle pinzette per creare i petali di un fiore. Dopo la cottura a vapore, i ravioli vengono spruzzati con latte di cocco fresco per onorare la loro creazione originale come snack dolce.
Poiché il delicato processo di creazione della intricata forma a fiore richiede una maestria che richiede tempo e, a causa della limitata durata di tempo per cui può rimanere umido, il cho muang è diventato raro da trovare nei mercati tradizionali thailandesi. Oggigiorno, il cho muang si trova spesso solo in pasticcerie specializzate nella preparazione di dolci artigianali.